# Stazione di Perugia Capitini
La stazione di Perugia Capitini è una stazione ferroviaria posta sulla linea Terontola-Foligno, nel territorio comunale di Perugia. È a servizio dell'area circostante l'omonimo Istituto Tecnico e Centro Congressi, ed è a breve distanza dallo Stadio Renato Curi.

## Storia
La stazione di Perugia Capitini venne attivata formalmente il 2 aprile 2008.

## Movimento
Al 2007, l'impianto risultava frequentato da un traffico giornaliero medio di 100 persone.
Nel 2018 per la stazione transitano tre treni al giorni in direzione Terontola e due treni al giorno in direzione Foligno dal lunedì al sabato nelle fasce orarie 7-8 e 13-14 vista la corrispondenza dello scalo con il frequentato Istituto tecnico "Aldo Capitini" di Perugia.